# Cörmigk
Cörmigk ist ein Ortsteil der Stadt Könnern im Salzlandkreis in Sachsen-Anhalt.

## Geografie

### Geografische Lage
Cörmigk liegt südöstlich von Bernburg (Saale).

## Geschichte
Im Codex diplomaticus Anhaltinus wird unter der Nummer 330 eine Urkunde im heutigen Landeshauptarchiv Sachsen-Anhalt, Abteilung Dessau gelistet. In diesem Dokument aus dem Jahre 1147 werden die Ortsbezeichnungen Cornbeche und Curenmbeck genannt. Weitere Namen von Cörmigk waren in der Folgezeit Chormbach (wendisch), Cornbach (sächsisch), Kormenik (slawisch), Cormek und Kormik (deutsch). Erst danach entwickelte sich nur noch eine Bezeichnung und zwar über Kormig – Cörmick – Körmigk zu Cörmigk.
Die Randsiedlung Sixdorf war bis ins 19. Jahrhundert ein selbständiger Ort. Der Ort erscheint seit 1147 im Zins- und Lehnbesitz des Klosters „Gottesgnaden“ bei Calbe und kam nicht, wie Cörmigk, gegen Ende des 12. Jahrhunderts zum Kloster „Neues Werk“.
Cörmigk gehörte historisch zu Anhalt. Ab 1863 gehörte der Ort zum Landkreis Köthen im Fürstentum Anhalt, das 1918 zum Freistaat Anhalt wurde. 1932 kam Cörmigk zum Landkreis Dessau-Köthen, der 1950 in Landkreis Köthen umbenannt wurde. Durch die zweite Kreisreform in der DDR im Jahr 1952 kam der Ort zum Kreis Bernburg im Bezirk Halle, der 1990 zum Landkreis Bernburg wurde und 2007 im Salzlandkreis aufging.
Am 1. Januar 2010 wurde die bis dahin selbstständige Gemeinde Cörmigk zusammen mit den Gemeinden Edlau, Gerlebogk und Wiendorf in die Stadt Könnern eingemeindet.

## Bauwerke

### Kirche

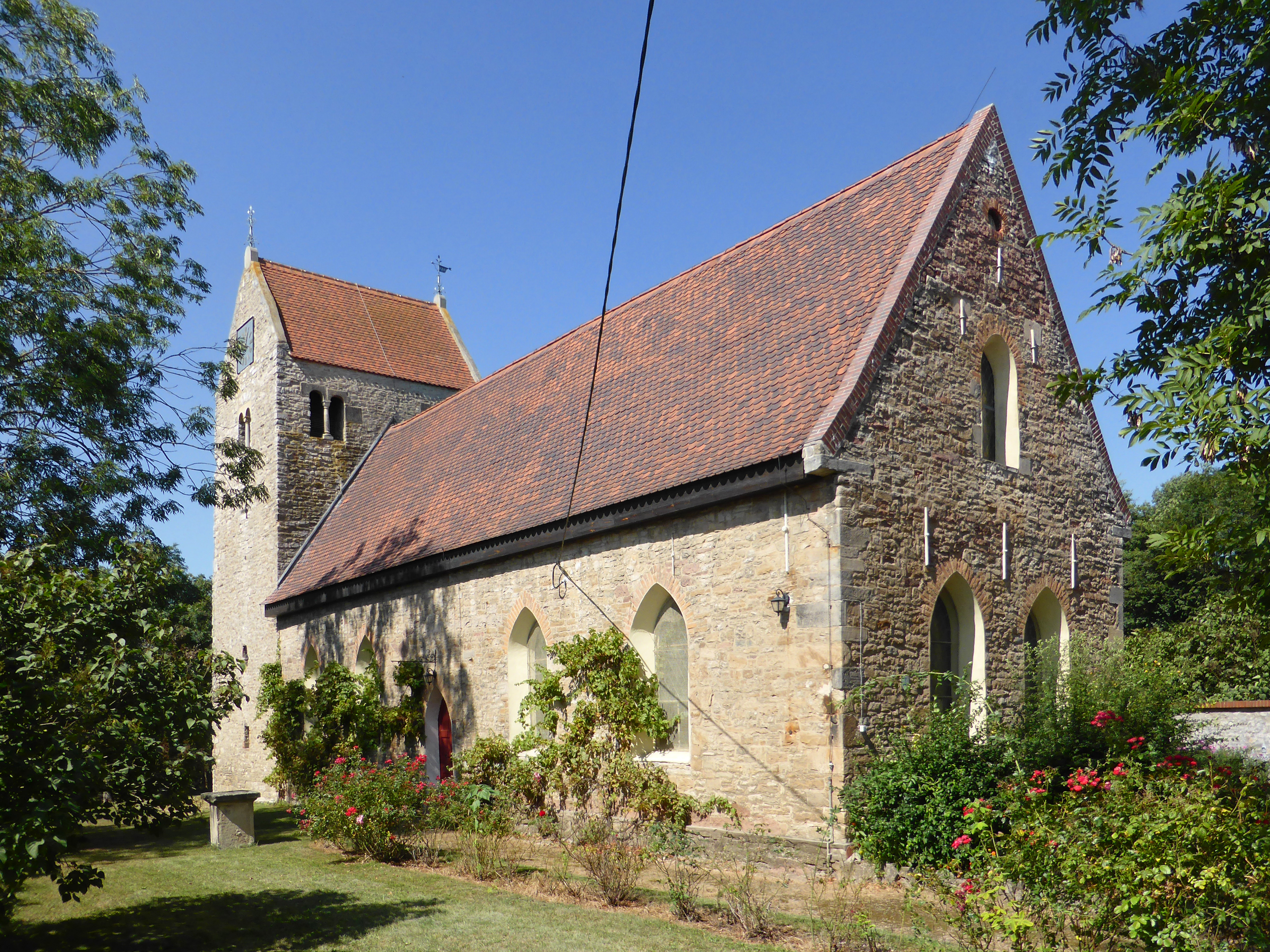
Die romanische Kirche in Cörmigk

Die romanische Kirche stammt aus dem 12. Jahrhundert. Sie steht auf einer ehemaligen slawischen Wallanlage und wurde vermutlich absichtlich als Beweis für das besiegte Slawentum gerade an dieser Stelle erbaut. Die Kirchen der Region stammen meist aus der Zeit Albrechts des Bären, der von 1106 bis 1170 lebte. Der Turm ist romanischer Bauart und steht noch heute in seiner ursprünglichen Form. Die Säulen der Schalllöcher tragen die frühromanischen Würfelkapitelle. Da 1816 das alte Schiff und der eingezogene Chor mit geradem Schluss in sehr schlechtem Zustand waren, wurde dieses 1817 abgerissen und mit den alten Steinen, sowie neuen Löbejüner Bruchsteinen der einfache rechteckige Neubau errichtet. Die Grabsteine des alten Friedhofes wurden mit in das Schiff eingemauert und sind dort zum heutigen Tage zu sehen. Die Kirche erhielt dabei eine gotisierende Ausstattung mit lang gestreckter Hufeisenempore.

### Mühle
Im 11. Jahrhundert wurde zum ersten Mal urkundlich die Mühle im Amt Gröbzig erwähnt. Dies ist bereits die vierte Mühle, die in Cörmigk gebaut wurde. Die erste Mühle errichtete man unterhalb der Kirche am Bach, das Gebäude existiert heute noch. Es ist das kleine Wohnhaus gegenüber dem Teich der Familie Gläsel. Da dieses Gebäude direkt am Bachlauf errichtet wurde, wurde die Mühle von einem unterschlächtigen Wasserrad angetrieben. Der damalige Mühlenbesitzer war der Herr Strauß.
Seit dem 17. Jahrhundert befindet sich die Mühle im Besitz der Familie Lederbogen. Um im Jahre 1814 die Soldaten Napoleons mit genug Mehl versorgen zu können, baute der damalige Mühlenbesitzer Eduard Lederbogen eine Bockwindmühle auf der Anhöhe Richtung Gröbzig, dem heutigen Mühlenberg. Hier verlief die damalige Kanonenstraße Napoleons. Da sich jedoch schnell herausstellte, dass die Kapazität der Windmühle nicht ausreichte, entschloss man sich zum Bau einer neuen Mühle am heutigen Standort. Da man bestrebt war, die Wasserkraft optimal zu nutzen, nahm das Projekt überdurchschnittlich viel Zeit in Anspruch.
So wurde der heutige Mühlenteich („Gellert“) mit Zu- und Abfluss künstlich angelegt, wodurch ein oberschlächtiges Wasserrad betrieben werden konnte und hinter der Mühle ein Gefälle von über vier Metern entstand. Die Mühle hatte damals nur ein Vollgeschoss mit Spitzdach. Ende des 19. Jahrhunderts übergab Eduard Lederbogen die Mühle an seinen Sohn Albert Eduard.
Ab 1926 wurde die Mühle nach und nach zu einem Wohnhaus mit Stallungen umgebaut. Die Bockwindmühle wurde nach Klein Wülknitz verkauft. Wegen des Kriegsbeginns (1933?) konnte der Umbau jedoch nicht vollendet werden. Als Albert Eduard Lederbogen verstarb, übernahm seine Frau Minna bis 1950 den Betrieb, welcher in der Folge von ihrem Sohn Albert geleitet wurde. Die Mühle war zu dieser Zeit für eine Tagesleistung von fünf Tonnen in 24 Stunden ausgelegt. 1966 verpachtete Albert Lederbogen die Mühle altersbedingt an seinen Sohn, wiederum Albert mit Namen.
Seit 1978 ist die Mühle für eine Tagesleistung von sechs Tonnen in 24 Stunden ausgelegt. 1990 wurde begonnen, Bäckereien mit losem Mehl in Tankfahrzeugen zu beliefern. Im gleichen Jahr wurde auch die Produktion von Weizenmehlen wieder aufgenommen, da es zuvor zu DDR-Zeiten im Bezirk Halle nur volkseigenen Betrieben erlaubt war, Weizenmehl zu produzieren. Die Mühle der Familie Lederbogen ist einer der wenigen Betriebe, welche sich zu DDR-Zeiten in privater Hand befanden und welche den Übergang in die „freie Marktwirtschaft“ geschafft haben.
Im September des Jahres 2004 wurde der gesamte Mühlenhof als technisches Baudenkmal gewürdigt. Daraufhin erfolgte die Eintragung in das Denkmalverzeichnis des Landes Sachsen-Anhalt. Im Februar des Jahres 2005 verstarb der Müllermeister Albert Lederbogen, sein Schwiegersohn Harald Sauer, ebenfalls Müllermeister, übernahm die Leitung des Betriebes.

## Wirtschaft und Infrastruktur

### Verkehr
Nördlich der Gemeinde verläuft die Bundesstraße 185, Bernburg (Saale) nach Köthen (Anhalt). Die Autobahn A 14 die von Halle (Saale) nach Magdeburg führt, liegt südwestlich vom Cörmigk.
Durch den Ort verläuft der Europaradweg R1, der das französische Boulogne-sur-Mer mit Sankt Petersburg in Russland verbindet. Auf derselben Routenführung verläuft auf diesem Abschnitt ebenfalls der Radweg Deutsche Einheit sowie der D11.

## Persönlichkeiten
- Gustav Garlepp (1862–1907), deutscher Naturaliensammler
- Otto Garlepp (1864–1959), deutscher Naturaliensammler